# 京都女子中学校・高等学校
京都女子中学校・高等学校（きょうとじょし ちゅうがっこう・こうとうがっこう）とは、京都府京都市東山区今熊野北日吉町に所在し、中高一貫教育を提供する私立女子中学校・高等学校。
浄土真宗本願寺派（西本願寺派）の学校である。通称、「京女（きょうじょ）」。

## 概要
- 正門前の急な坂道は、「女坂」の愛称で親しまれる。授業開始前後は、女子大学生や女子中高校生であふれている。
- 京都府内だけでなく、大阪府、滋賀県、奈良県など他府県から通う生徒も多い。
- 学校法人京都女子学園が運営し、京都女子大学の付設高校であるため、内部進学制度がある。（Ⅲ類を除く）
- 龍谷総合学園に加盟している。

## 類型編成

### 高校
(2026年度高校卒業生まで)
京都女子大学への進学を目指す「W（ウィステリア）科」と、京都女子大学やその他の私立大学を目指す「普通科I類型」と、主に国公立大学進学を目指す「普通科II類型」、難関国公立大学を目指す「普通科III類型」のコースがある。
高大一貫京女人育成をはかる「ウィステリア科」は2009年度に開設された。京都文化論、第二外国語等、普通科とは異なる独自の授業が行われている。また、3年次には海外研修を行う。
「III類型」は2009年度に開設され、内部進学者のみで構成されている。他のコースよりも授業時間数が多く、学習意識も高まっている。
2009年度からは募集はII類型とWのみとなり、I類型は2年生の希望者のみで構成されている。II類型と2・3年次のIII類型は習熟度別クラス編成。

### 中学校
（2022年度中学校入学生から）
旧来の「III類」、「II類」、「W（ウィステリア）」三コースに替えて、生徒それぞれの将来の目標を主軸に据えた複数コース制を採り、各コースに対応した学習環境を整えている。

#### 中学1年次
カリキュラムは「東雲」、「藤華」とも同じであるが、「東雲」ではいわゆる先取り学習を取り入れている。
- 東雲（しののめ）コース…2クラス
- 藤華（とうか）コース…4クラス

#### 中学2年次以降
中学2年進級時に本人が希望しかつ校内審査を通過すれば、上位コースに異動することができる。カリキュラムは「顕道」、「東雲」で同じ。総授業時間数は各コースとも等しいが、「藤華」は英語（英会話）の、「顕道」および「東雲」は数学、理科の時間がより多く配分されている。
- 顕道（けんどう）コース…1クラス 国公立大学医療系学部進学目標
- 東雲コース…2クラス 難関国公立大学進学目標
- 藤華コース…3クラス 国公立大学、私立大学および京都女子大学進学目標

「藤華」からは高校進学時に、高校からの入学生ともども国公立大学進学を目指す「CSコース」または京都女子大学進学を前提とした「ウィステリア科」にも進むことができる。
なお、いずれのコースにおいても、中学在籍時に他校を受験した場合は、その合否にかかわらず京都女子高等学校への進学資格を喪失する。

## 歴史
- 1899年 - 顕道女学院を甲斐和里子（旧姓：足利）が松田甚左衛門の尽力を得て京都市下京区花屋町上ルに創立する。
- 1900年 - 校名を「文中女学校」に改め、醒ヶ井五条下ルに移す。
- 1910年 - 本願寺派が京都高等女学校を合併する。京都高等女学校とし、校主を甲斐駒蔵とする。高等女学校令による京都高等女学校となって、本部は浄土真宗本願寺派仏教婦人会連合部であった。
- 1911年 - 京都裁縫女学校を設置する。
- 1914年 - 現在地（今熊野北日吉町）に移る。日本初の林間学校を設立する。
- 1924年 - 貞明皇后（大正天皇の皇后）が来校する。「心の学園」と呼ばれる。
- 1947年 - 学制改革で京都女子中学校を開設する。
- 1948年 - 学制改革で京都女子高等学校を開設する。
- 1960年 - 創立50周年記念式典を催す。現校舎の建築を行う。
- 1990年 - 創立80周年で記念事業を行う。
- 2000年 - 創立90周年。錦華殿が建て直される。
- 2010年 - 創立100周年。
- 2020年 - 創立110周年。

## 宗教教育
親鸞の「仏教精神」に基づいた情操教育に力を注ぐ。週1時間の宗教の授業や朝の礼拝をはじめ、楽しい花まつり行事や厳粛で壮大な学園全体で行う降誕会（ごうたんえ、親鸞の誕生を祝う会）などのさまざまな仏教行事がある。ただし、行事の中には自主参加のものが多い。
- 礼拝（らいはい、仏参）は黙想で始まり、講堂の正面に飾られた仏像（阿弥陀如来像）に向かって合掌し、聖歌を朗誦する。この時の司会・進行は教師や宗教委員（1クラス2名）によって行われ、生徒達の最前列に座る。また、教員による法話もあり、この時間の大半を占める。中学では全体で、高校では学年ごとに仏参が行われる。
- 宗教の授業では、授業の最初に黙想があり、高校では1年生で釈迦の一生、2年生で世界の宗教、3年生で親鸞の教えについて習う。中学校では主に1年生で仏教行事、2年生で偉人の生き方、3年生で自分の生活と仏教についてをリンクさせた授業で、本願寺独自の教材を使用する。教師は勿論、浄土真宗の僧侶である。

## 校章と制服
現在の制服は、高校がブレザー、中学がセーラー服である。中学のセーラー服は昔からずっと受け継がれている。校章の模様は「さがり藤」を意匠化したもの。それは、本願寺の紋所「さがり藤」が頭をたれてうす紫に咲く姿に、謙虚な女性を彷彿させることに由来すると伝えられている。創立当時は、制服が着物であったため、校章は「さがり藤」に｢京都」という文字を入れた円形のバックルであった。戦後になって中学生が銀色、高校生が金色の校章をつけている。

## 入試

### 高等学校
推薦入試、専願受験、一般受験がある
- 推薦入試：中学校の成績によって決まる。推薦が決まれば、学力試験の出来にかかわらず合格できる場合が大半であるといわれている。学力試験だけでなく、作文・面接もある。それ以外に部活動の推薦もある。
- 専願受験：第一志望者対象。5教科の試験だけでなく、学校の内申点も加算される。
- 一般受験：併願受験者対象。入試のみ。高校入試受験者の多くがこの方式で受験する。

### 中学校
自己推薦入試および一般入試（A入試、B1入試、B2入試）がある。別に京都女子大学附属小学校からの特別推薦（内部進学）制度も設けられている。
自己推薦入試（I型：東雲コース、II型：藤華コース）
事前に実施される「京女オープン模試」を受験し、かつ「自己推薦型入学を確約する専願試資格確認申請書」により出願資格の確認を受けたものに限られる。A入試と同日に実施される。
国語、算数、作文各100点満点を合計した300点満点を基に選考される。
A入試
4教科（国語、算数、理科、社会）。または3教科（国語、算数、理科）を出願時に選択する。各教科100点満点で、下記のうち最も高くなる点数を基に選考される。
1. 国語、算数、理科、社会の点数をそのまま足した400点満点
2. 国語、算数、理科の点数を足して3分の4倍した400点満点
3. 国語、算数、社会の点数を足して3分の4倍した400点満点（藤華コースに限る）

B1入試、B2入試
A入試の翌日にB1入試が、翌々日にB2入試が実施される。
2教科（国語、算数）各教科100点満点を合計した200点満点を基に選考される。

## 部活動

### 高校
文化系
- 新聞部、放送部、アフレコ部、
- 文芸部、演劇部、ESS部、
- 地学部、生物部、
- クッキング部、美術部、漫画部、
- 華道（桑原専慶流）部、書道部、抹茶(裏千家)部、
- 煎茶(小川流)部、コーラス部、箏曲部、
- オーケストラ部、フォークソング部、軽音楽部、カメラ部

体育会系
- 陸上競技部、水泳部（競泳・水球）、
- ソフトボール部、硬式テニス部、卓球部、
- バドミントン部、バスケットボール部、
- バレーボール部、ハンドボール部、
- ダンス部、バトントワリング部、
- 剣道部、弓道部、少林寺拳法部

### 中学校
文化系
- 煎茶(小川流)部、ESS部、美術部、抹茶(裏千家)部
- ホームメイキング部、演劇部、華道部、
- フォークソング部、オーケストラ部、箏曲部
- コーラス部
- 競技かるた部

体育会系
- ダンス部、バスケットボール部、
- バレーボール部、陸上競技部、テニス部(硬式)、
- ハンドボール部、バドミントン部、少林寺拳法部、
- 剣道部、バトントワリング部

## 併設校
- 京都女子大学
- 京都女子大学附属小学校
- 京都幼稚園

## 周辺情報
- 京都国立博物館
- 三十三間堂

## 著名な卒業生
- 市川いずみ（フリーアナウンサー）
- 中村玉緒（タレント）
- 藤山直美
- 白井貴子（シンガーソングライター）
- 富司純子
- 高田美和 ※ 日本大学鶴ヶ丘高等学校へ転校
- 和田幾子
- 澤田亜紀（フィギュアスケート選手）
- 河野裕子
- 森西真弓（上方芸能研究者、大阪樟蔭女子大学名誉教授）
- 佐和由梨（ミュージカル俳優）
- 島津咲苗（メ〜テレアナウンサー）
- 井上千沙（熊本県民テレビ、現福島中央テレビアナウンサー）
- 松本亜美（テレビ新潟アナウンサー）
- 馬渕磨理子（経済アナリスト）

## 交通アクセス
- 京阪本線 七条駅から徒歩15分。
- JR／近鉄京都線 京都駅前バスターミナルD2のりばから、市バス206、208「東山七条」で下車。
- JR／近鉄 京都駅八条口から、プリンセスラインバス「京都女子学園前行」、「中高前」で下車。女坂まで運行する唯一のバス。
- 京阪バス「馬町」（片道のみ停車）から北門まで徒歩1分。「五条坂」から北門まで徒歩10分